# Giải Georg Büchner

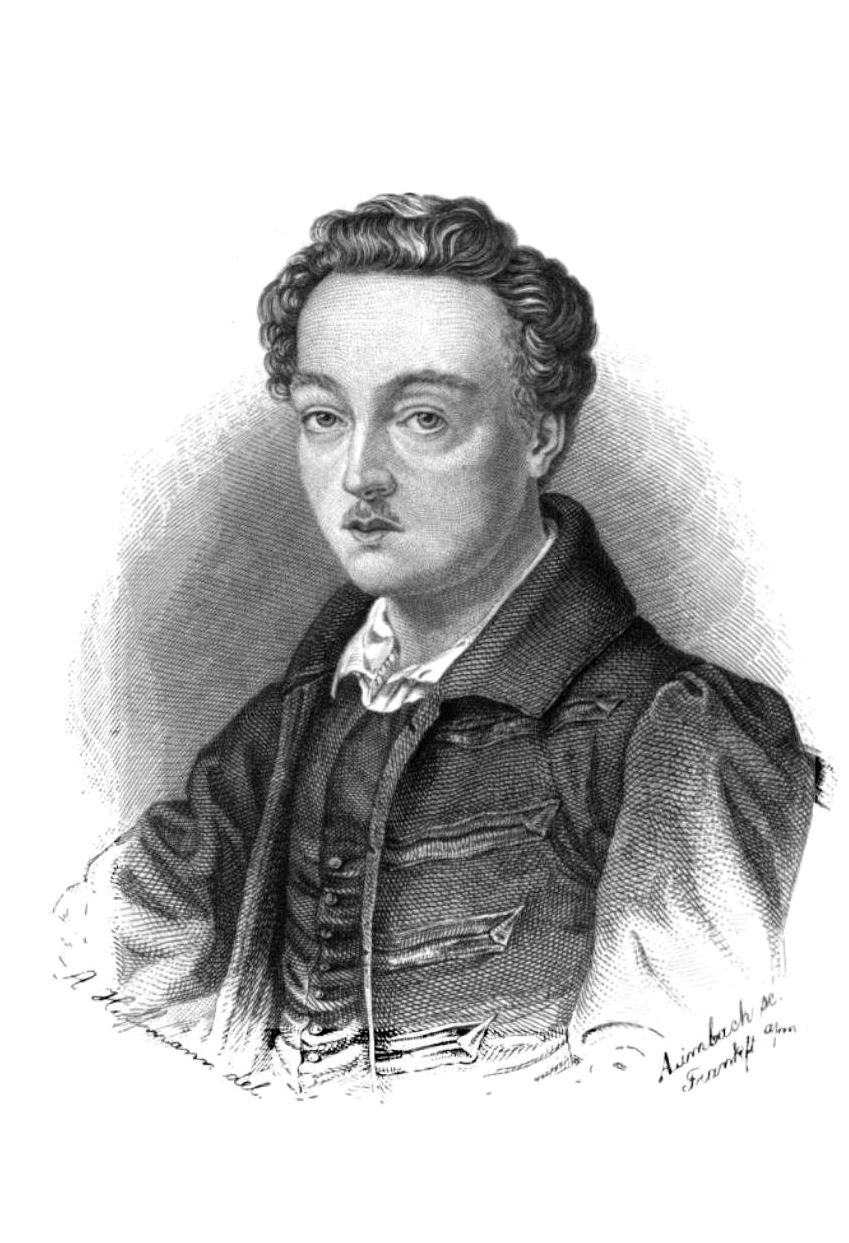
Georg Büchner, Minh họa trong một tác phẩm ấn bản tiếng Pháp xuất bản năm 1879

Giải Georg Büchner, (cũng gọi là Giải Büchner) là một giải thưởng văn học quan trọng của Cộng hòa Liên bang Đức và những người nói tiếng Đức.

## Lịch sử
Giải được "Nghị viện của Bang Nhân dân Hesse" thời Cộng hòa Weimar, lập ra năm 1923, để tưởng niệm nhà văn Georg Büchner do sáng kiến của Julius Reiber. Giải chỉ dành cho những nghệ sĩ, thi sĩ, ca sĩ diễn viên cùng quê hương ở bang Hesse như Georg Büchner hoặc gắn bó với bang này.
Từ năm 1933 tới 1944 – trong thời Đức Quốc xã – không trao giải. Từ năm 1945 tới 1950 giải này được thay thế bằng một giải thưởng văn hóa của thành phố Darmstadt. Năm 1951, giải đổi lại tên như hiện nay, do Viện hàn lâm Ngôn ngữ và Thơ Đức (Deutsche Akademie für Sprache und Dichtung) trao cho những nhà văn có đóng góp xuất sắc vào văn học Đức, với khoản tiền thưởng ban đầu là 3.000 Mác Đức, sau tăng dần lên. Từ năm 2003 tới 2010 khoản tiền thưởng là 40.000 euro, năm 2011 là 50.000 euro 
Buổi lễ trao giải được tổ chức ở thành phố Darmstadt.

## Những người đoạt giải 1923 – 1950
- 1923: Adam Karrillon (1853–1938) & Arnold Ludwig Mendelssohn (1855–1933)
- 1924: Alfred Bock (1859–1932) & Paul Thesing (1882–1954)
- 1925: Wilhelm Michel (1877–1942) & Rudolf Koch (1876–1934)
- 1926: Christian Heinrich Kleukens (1880–1954) & Wilhelm Petersen (1890–1957)
- 1927: Kasimir Edschmid (1890–1966) & Johannes Bischoff
- 1928: Richard Hoelscher (1867–1943) & Well Habicht
- 1929: Carl Zuckmayer (1896–1977) & Adam Antes (1891–1984)
- 1930: Nikolaus Schwarzkopf (1884–1962) & Johannes Lippmann (1858–1935)
- 1931: Alexander Posch & Hans Simon (1897–1982)
- 1932: Albert H. Rausch (nghệ danh: Henry Benrath; 1882–1949) & Adolf Bode (1904–1970)
- 1933–1944: không trao giải
- 1945: Hans Schiebelhuth (1895–1944), (truy tặng)
- 1946: Fritz Usinger (1895–1982)
- 1947: Anna Seghers (1900–1983)
- 1948: Hermann Heiß (nghệ danh: Georg Frauenfelder; 1897–1966)
- 1949: Carl Gunschmann (1895–1984)
- 1950: Elisabeth Langgässer (1899–1950), (truy tăng)

## Những người đoạt giải từ năm 1951
| Năm  | Tên                        | Quốc tịch             | Ghi chú                      |  |
| ---- | -------------------------- | --------------------- | ---------------------------- |  |
| 1951 | Gottfried Benn             | Đức                   |                              |  |
| 1952 | không trao giải            |                       |                              |  |
| 1953 | Ernst Kreuder              | Đức                   |                              |  |
| 1954 | Martin Kessel              | Đức                   |                              |  |
| 1955 | Marie Luise Kaschnitz      | Đức                   |                              |  |
| 1956 | Karl Krolow                | Đức                   |                              |  |
| 1957 | Erich Kästner              | Đức                   |                              |  |
| 1958 | Max Frisch                 | Bản mẫu:Thụy Sĩ       |                              |  |
| 1959 | Günter Eich                | Đức                   |                              |  |
| 1960 | Paul Celan                 | Đức / Bản mẫu:Romania |                              |  |
| 1961 | Hans Erich Nossack         | Đức                   |                              |  |
| 1962 | Wolfgang Koeppen           | Đức                   |                              |  |
| 1963 | Hans Magnus Enzensberger   | Đức                   |                              |  |
| 1964 | Ingeborg Bachmann          | Áo                    |                              |  |
| 1965 | Günter Grass               | Đức                   |                              |  |
| 1966 | Wolfgang Hildesheimer      | Đức                   |                              |  |
| 1967 | Heinrich Böll              | Đức                   |                              |  |
| 1968 | Golo Mann                  | Đức                   |                              |  |
| 1969 | Helmut Heißenbüttel        | Đức                   |                              |  |
| 1970 | Thomas Bernhard            | Áo                    |                              |  |
| 1971 | Uwe Johnson                | Đức                   |                              |  |
| 1972 | Elias Canetti              | Bulgaria              |                              |  |
| 1973 | Peter Handke               | Áo                    | trả lại tiền thưởng năm 1999 |  |
| 1974 | Hermann Kesten             | Đức                   |                              |  |
| 1975 | Manès Sperber              | Áo / Pháp             |                              |  |
| 1976 | Heinz Piontek              | Đức                   |                              |  |
| 1977 | Reiner Kunze               | Đức                   |                              |  |
| 1978 | Hermann Lenz               | Đức                   |                              |  |
| 1979 | Ernst Meister              | Đức                   | truy tặng                    |  |
| 1980 | Christa Wolf               | Đức                   |                              |  |
| 1981 | Martin Walser              | Đức                   |                              |  |
| 1982 | Peter Weiss                | Đức                   | truy tặng                    |  |
| 1983 | Wolfdietrich Schnurre      | Đức                   |                              |  |
| 1984 | Ernst Jandl                | Áo                    |                              |  |
| 1985 | Heiner Müller              | Đức                   |                              |  |
| 1986 | Friedrich Dürrenmatt       | Bản mẫu:Thụy Sĩ       |                              |  |
| 1987 | Erich Fried                | Áo                    |                              |  |
| 1988 | Albert Drach               | Áo                    |                              |  |
| 1989 | Botho Strauß               | Đức                   |                              |  |
| 1990 | Tankred Dorst              | Đức                   |                              |  |
| 1991 | Wolf Biermann              | Đức                   |                              |  |
| 1992 | George Tabori              | Hungary               |                              |  |
| 1993 | Peter Rühmkorf             | Đức                   |                              |  |
| 1994 | Adolf Muschg               | Bản mẫu:Thụy Sĩ       |                              |  |
| 1995 | Durs Grünbein              | Đức                   |                              |  |
| 1996 | Sarah Kirsch               | Đức                   |                              |  |
| 1997 | Hans Carl Artmann          | Áo                    |                              |  |
| 1998 | Elfriede Jelinek           | Áo                    |                              |  |
| 1999 | Arnold Stadler             | Đức                   |                              |  |
| 2000 | Volker Braun               | Đức                   |                              |  |
| 2001 | Friederike Mayröcker       | Áo                    |                              |  |
| 2002 | Wolfgang Hilbig            | Đức                   | [ 3 ]                        |  |
| 2003 | Alexander Kluge            | Đức                   |                              |  |
| 2004 | Wilhelm Genazino           | Đức                   |                              |  |
| 2005 | Brigitte Kronauer          | Đức                   |                              |  |
| 2006 | Oskar Pastior              | Đức / România         | truy tặng                    |  |
| 2007 | Martin Mosebach            | Đức                   |                              |  |
| 2008 | Josef Winkler              | Áo                    |                              |  |
| 2009 | Walter Kappacher           | Áo                    |                              |  |
| 2010 | Reinhard Jirgl             | Đức                   |                              |  |
| 2011 | Friedrich Christian Delius | Đức                   |                              |  |
| 2012 | Felicitas Hoppe            | Đức                   |                              |  |
| 2013 | Sibylle Lewitscharoff      | Đức                   | [ 4 ]                        |  |
| 2014 | Jürgen Becker              | Đức                   |                              |  |